# 蒙特克萊 (印第安納州)
蒙特克萊（英語：Montclair）是位於美國印第安納州亨德里克斯縣的一個非建制地區。該地的面積和人口皆未知。